# توماس سويني (سياسي)
توماس سويني هو سياسي أمريكي، ولد في 1903 في ويلينغ في الولايات المتحدة، وتوفي في 9 سبتمبر 1973. نشط حزبياً في الحزب الجمهوري. وقد انتخب عضو مجلس ولاية فيرجينيا الغربية ‏.